# Castañeda (Avilés)
Castañeda es una localidad de Asturias, España. Pertenece a la parroquia de Corros, en el término municipal de Avilés.
En 2010 contaba con una población de 122 habitantes, de los cuales 64 son varones y 58 son mujeres (INE 2010).